# 库尔特朗日
库尔特朗日（法語：Courteranges，法語發音：[kuʁtəʁɑ̃ʒ]）是法国奥布省的一个市镇，属于特鲁瓦区。

## 地理
库尔特朗日（48°16'4"N, 4°14'19"E）面积6.47 平方千米，位于法国大東部大區奥布省，该省份为法国中北部省份，北起马恩省，西接塞纳-马恩省，西南至约讷省，东南至科多尔省，东临上马恩省。
与库尔特朗日接壤的市镇（或旧市镇、城区）包括：洛布雷塞勒、巴尔斯河畔吕西尼、蒙托兰、吕维尼、泰讷利耶尔。

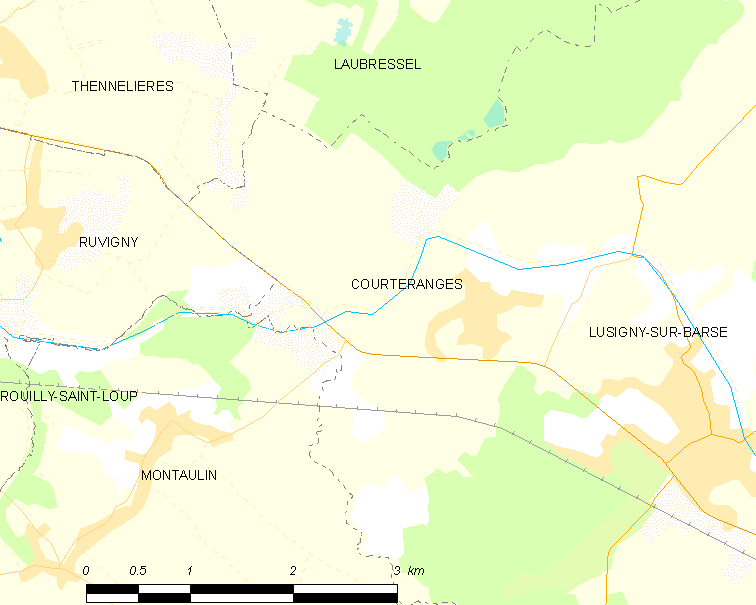
库尔特朗日的OSM定位图

库尔特朗日的时区为UTC+01:00、UTC+02:00（夏令时）。

## 行政
库尔特朗日的邮政编码为10270，INSEE市镇编码为10110。

## 政治
库尔特朗日所属的省级选区为巴尔斯河畔旺德夫尔县。

## 人口

1962-2008年间库尔特朗日人口变化图示

库尔特朗日于2022年1月1日时的人口数量为587人。